# Smaragde Mbonyintege
Smaragde Mbonyintege (nascut el 2 de febrer de 1947) és el bisbe catòlic de Kabgayi, a Ruanda.
Smaragde Mbonyintege va néixer el 2 de febrer de 1947 a la parròquia de Cyeza, diòcesi de Kabgayi, en el sector actual de Kayumbu, al districte de Kamonyi, província del Sud. Va rebre la seva educació primària i secundària a les escoles de l'església.
Va estudiar al Seminari Menor de Sant Pau a Kigali.
Va ingressar al Seminari de Sant Carles Borromeo de Nyakibanda, on va estudiar filosofia (1969-1972) i teologia (1972-1975). Va ser ordenat el 1975 a la diòcesi de Kabgayi. Va assistir a la Pontificia Universitat Gregoriana de Roma de 1979 a 1983, obtenint un màster en Teologia espiritual.)
Mbonyintege va ser professor i director espiritual del Seminari Major de Nyakibanda de 1983 a 1996.
El 1996 va ser nomenat rector del Seminari Major de Nyakibanda. El 22 de gener de 2006, el Papa Benet XVI el va nomenar Bisbe de Kabgayi.
El va succeir com a rector al seminari el pare Antoine Kambanda.
En 2009 fou elegit President de la Conferència Episcopal de Ruanda.